# Aguacatán
Aguacatán är en kommunhuvudort i Guatemala.   Den ligger i departementet Departamento de Huehuetenango, i den västra delen av landet, 120 km nordväst om huvudstaden Guatemala City. Aguacatán ligger 1 669 meter över havet och antalet invånare är 5 572.
Terrängen runt Aguacatán är kuperad åt sydväst, men åt nordost är den bergig. Runt Aguacatán är det ganska glesbefolkat, med 43 invånare per kvadratkilometer. Närmaste större samhälle är Huehuetenango, 17,2 km väster om Aguacatán. I omgivningarna runt Aguacatán växer huvudsakligen savannskog.